# Georges Huchet de La Bédoyère
Pour les autres membres de la famille, voir Famille Huchet.
Georges César Raphaël Huchet de La Bédoyère (° 2 octobre 1814 - Paris Xe † 9 août 1867 - Paris), est un homme politique français du XIXe siècle. Il est député puis sénateur sous le Second Empire.

## Biographie
Fils du comte de La Bédoyère exécuté au lendemain des Cent-Jours, Georges Huchet épousa, en 1849, Mlle de La Roche-Lambert, et s'attacha au parti de Louis-Napoléon Bonaparte.
Après le rétablissement de l'Empire, M. de La Bédoyère fut appelé aux fonctions de chambellan de Napoléon III (1855), tandis que la comtesse de La Bédoyère remplissait auprès de l'impératrice Eugénie celles de dame du palais.
Le 6 avril 1856, il fut, comme candidat officiel, élu, dans la 5e circonscription de la Seine-Inférieure, député au Corps législatif, en remplacement de M. de Mortemart, démissionnaire.
Il prit place sur les bancs de la majorité, fut réélu député, le 22 juin 1857, par voix (votants, inscrits), contre M. Girard et M. Deschamps, et passa, le 16 août 1859, du Palais Bourbon au Luxembourg, un décret impérial l'ayant nommé sénateur ; il eut pour successeur, comme député, Jules de Reiset.

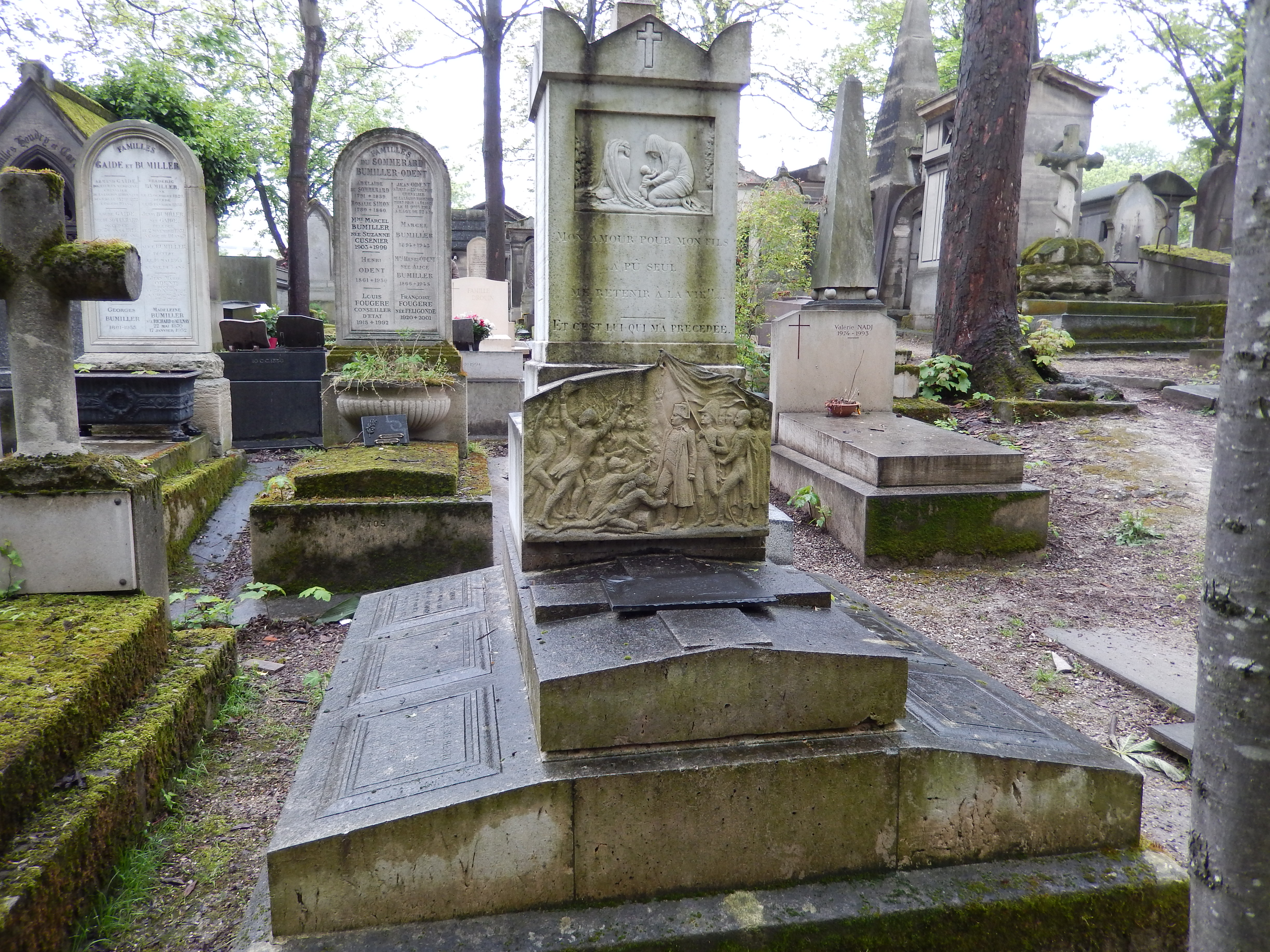
Tombe de Georges Huchet comte de La Bedoyère (cimetière du père Lachaise, div 16)

## Ascendance & postérité
- Fils de Charles Angélique François Huchet, comte de La Bédoyère (1786-1815), et de Georgine de Chastellux (1790-1871), Georges Huchet de La Bédoyère épousa, le 31 mai 1849 à Paris, Clotilde Joséphine Gabrielle (Montretout (Saint-Cloud), 29 juillet 1829 - Paris, 1884), dame du palais de l'impératrice Eugénie, fille de Henri de La Rochelambert (1789-1863), sénateur du Second Empire. Ensemble, ils eurent :
  - Charles Joseph Laurent (Paris, 29 avril 1850 - Genève (Suisse), 17 avril 1890), marié, le 10 mai 1875 à Paris VIIIe, avec Henriette Legros (née en 1854), sans postérité ;
  - Georges Henri (20 avril 1851 - le 2 mars 1852) ;
  - Georges Jean Louis Marie (Paris, 11 mai 1853 - Margencel (Haute-Savoie), 15 avril 1931), marié, le 6 mai 1882 à Paris VIIIe, avec Marie (1857-1933), fille d'Anatole Bartholoni (1823-1902), député de la Haute-Savoie, sans postérité.

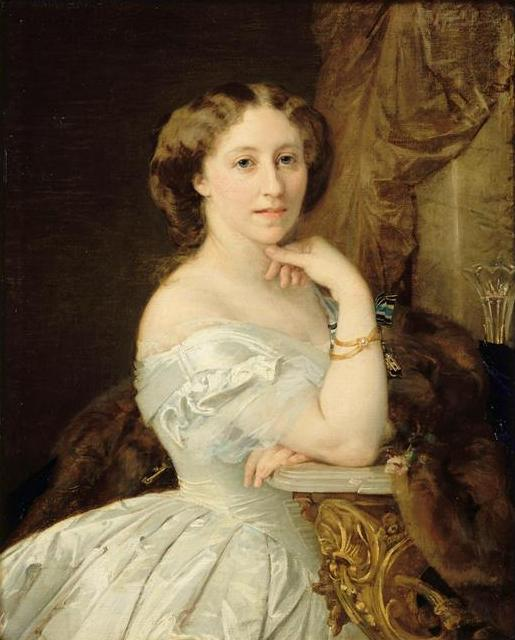
Paul Baudry : La comtesse de la Bédoyère, née Clothilde de la Rochelambert
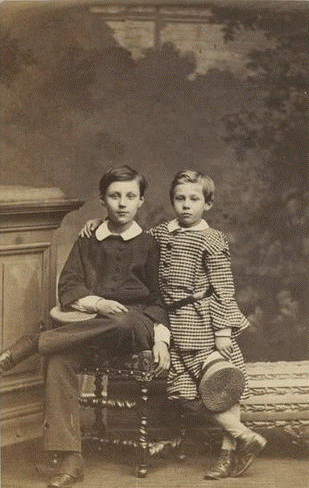
Mayer & Pierson : Laurent et Jehan de La Bédoyère

La comtesse de La Bédoyère, veuve, se remaria avec Edgar Ney (1812-1882), prince de la Moskowa, sans postérité.